# Death Has a Shadow
Death Has a Shadow is de eerste aflevering van de Amerikaanse animatieserie Family Guy. Deze aflevering werd aldaar voor het eerst uitgezonden op 31 januari 1999. Het script lijkt erg op het voorbeeld dat Seth MacFarlane had ingediend bij FOX.

## Verhaal
Peter gaat naar een vrijgezellenfeest, maar belooft Lois daar niet te zullen drinken. Hij negeert dit echter en wordt volledig dronken. Als hij de volgende dag op zijn werk hierdoor in slaap valt, wordt hij ontslagen. Hij is bang dit aan Lois te vertellen en daarom besluit hij het voor haar geheim te houden en een uitkering bij de overheid aan te vragen. Door een fout van de overheid krijgt hij opeens $ 150,000 toebedeeld. In plaats van het geld terug te geven besluit hij allerlei belachelijk dure dingen ervan te kopen voor zijn familie. Hierdoor ontdekt Lois echter dat Peter is ontslagen en zij is woedend op hem. Peter probeert het nog goed te maken door met een zeppelin geld te strooien tijdens een wedstrijd van de Super Bowl. Dit pakt echter verkeerd uit. Toch wordt Peter opgepakt wegens fraude. Lois probeert het nog voor hem op te nemen, maar Stewies "hypnosegeweer" moet er aan te pas komen om de rechter ervan te overtuigen dat Peter onschuldig is. Aan het einde van de episode heeft Peter zijn baan weer terug en is alles weer bij het oude.

## Opmerkingen
- Er is een groot verschil tussen de origineel uitgezonden episode en de tegenwoordig uitgezonden episode. Dit komt onder andere door veranderingen van de schrijvers en FOX.